# Walerija Leonidowna Potjomkina
Walerija Leonidowna Potjomkina (russisch Валерия Леонидовна Потёмкина, * 15. Juni 1985 in Moskau) ist eine ehemalige russische Shorttrackerin.
Ihre erste internationale Meisterschaft bestritt sie bei der Juniorenweltmeisterschaft 2002, wo sie jedoch über drei Distanzen jeweils im Vorlauf ausschied. Weitere Einsätze bei den Saisonhöhepunkten blieben zunächst aus, lediglich bei der Juniorenweltmeisterschaft 2004 kam Potjomkina noch einmal zum Einsatz und erreichte als bestes Ergebnis über 1500 m das Viertelfinale. Der Durchbruch im Erwachsenenbereich gelang ihr schließlich in der Saison 2004/05. Beim Weltcup in Budapest debütierte sie im Weltcup und wurde in der Staffel auf Anhieb im Finale Vierte. Sie nahm in Peking erstmals an der Weltmeisterschaft teil, konnte dort jedoch die Vorläufe nicht überstehen. In der Saison 2005/06 konnte sich Potjomkina nicht verbessern. Bei zwei Weltcupteilnahmen schied sie in den Einzelrennen immer im Vorlauf aus, ihr bestes Saisonresultat war das Erreichen des Viertelfinals über 1000 m bei der Europameisterschaft in Krynica-Zdrój. Auch in der Saison 2006/07 stagnierten Potjomkinas Resultate in Einzelrennen. Erfolgreich war sie aber mit der Staffel. Beim Weltcup in Heerenveen erreichte sie als Mitglied des russischen Quartetts Rang zwei und feierte ihre erste Podestplatzierung im Weltcup. Bei der Teamweltmeisterschaft in Budapest wurde sie zudem Siebte.
In der folgenden Saison 2007/08 steigerte sich Potjomkina auch wieder in Einzelrennen. Im Weltcup zog sie über 1000 m und 1500 m erstmals in ein Halbfinale ein. Mit der Staffel erreichte sie abermals in Heerenveen ein Weltcuppodest, diesmal Rang drei. Auch bei der Europameisterschaft in Ventspils zog sie über 1500 m ins Halbfinale ein. Die Saison 2008/09 brachte für Potjomkina fünf Halbfinalteilnahmen über 1500 m. Nach verpasster Europameisterschaft nahm sie in Wien an der Weltmeisterschaft teil, enttäuschte dort aber und überstand die Vorläufe nicht. Die olympische Saison 2009/10 brachte für Potjomkina weitere Halbfinalteilnahmen über 1500 m bei ihren zwei Weltcupstarts. Ebenfalls den Einzug ins Halbfinale über 1500 m schaffte sie bei der Europameisterschaft in Dresden und bei der Weltmeisterschaft in Sofia. Bei der Europameisterschaft wurde sie außerdem mit der Staffel Zweite und gewann ihre erste internationale Medaille. Potjomkina qualifizierte sich für die Olympischen Spiele in Vancouver, wo sie über alle drei Einzeldistanzen antrat, aber jeweils im Vorlauf ausschied. Die Saison 2010/11 lief für Potjomkina wenig erfolgreich. Im Weltcup konnte sie sich nicht weiter verbessern, bei der Europameisterschaft in Heerenveen erreichte sie über 1000 m das Halbfinale. Sie nahm an der Teamweltmeisterschaft in Warschau teil und belegte Rang sieben.